# Hibiscus sidiformis
Hibiscus sidiformis är en malvaväxtart som beskrevs av Henri Ernest Baillon. Hibiscus sidiformis ingår i Hibiskussläktet som ingår i familjen malvaväxter. Inga underarter finns listade i Catalogue of Life.